# Hinaleimoana Wong-Kalu
Hinaleimoana Kwai Kong Wong-Kalu, född den 15 maj 1972, är en hawaiiansk lärare och regissör. Hen är aktivist för Hawaiis ursprungsfolks och HBTQ-personers rättigheter. 

## Biografi

### Bakgrund och privatliv
Wong-Kalu föddes år 1972. Hens mor hade engelsk, portugisisk och hawaiiansk bakgrund, medan hens far var av kinesisk börd. Tillsammans är det fyra barn i familjen, varav Wong-Kalu är den yngsta. Wong-Kalu växte upp på ön O‘ahu och gick i skolan på Kamehameha Schools. Efter high school började hen studera hawaiiansk kultur vid University of Hawai'i i Mānoa.
Wong-Kalu identifierar sig som māhū, ett tredje kön mellan man och kvinna. Hen är gift med Haemaccelo Kalu som kommer från Tonga. Vid födelsen klassificerades hen som en pojke, men Wong-Kalu började tänka alltsedan barndomen fundera kring sin könsidentitet; hen var intresserad av sin mors kläder och blev mobbad i skolan för att vara "för feminin".

### Karriär
Wong-Kalu började sin karriär som hawaiiskalärare vid Leeward Community College.
Mellan 2011–2012 dokumenterades Wong-Kalus liv av Dean Hamer, som en del av dokumentärfilmen Kumu Hina (2014). Filmen följde Wong-Kalus liv och de svårigheter som hen möttes som māhū. Från filmen kommer också Wong-Kalus smeknamn Kumu Hina. 
Wong-Kalo har sedan sina skolår varit aktivist och har försökt att stödja Hawaiis ursprungsfolk. 2014 kandiderade hen i det årets OHA-val, där hens kampanj fokuserade på inklusivitet och ursprungsfolkets hälsa.

## Filmografi
- Aikane (2023)
- The Healer Stones of Kapaemahu (2022)
- Kapaemahu (2020)
- The Rogers (2020)
- Leitis in Waiting (2018)
- Lady Eva (2017)

Källa: